# آبادی زورزمند شماره موتور ۵۵
آبادی زورزمند شماره موتور ۵۵، روستایی از توابع بخش مرکزی شهرستان جغتای در استان خراسان رضوی ایران است.

## جمعیت
این روستا در دهستان جغتای قرار دارد و براساس سرشماری مرکز آمار ایران در سال ۱۳۹۰، جمعیت آن ۳۴۶ نفر (۷۸ خانوار) بوده‌است.